# Weekends Of Mass Distraction Tour (Robbie Williams-turné)
A Weekends Of Mass Distraction Tour Robbie Williams brit popénekes 2003-as turnéja volt.

## Weekends Of Mass Distraction Tour
A turné ezen szakasza 2003 nyarán zajlott. Williams Európában összesen 1,2 millió ember előtt lépett fel 21 show keretén belül.
Az Egyesült Királyságban megdöntötte korábbi jegyeladási rekordját, amikor 375 000 jegyet adott el 3 knebworth-i koncertjére kevesebb, mint 8 óra alatt.
Dublinban is, több, mint 120 000 ember előtt lépett fel. A turné nagy hatást gyakorolt Robbie európai rajongótáborára és sikerült az Escapology című album eladását megnövelnie, így a lemez a legtöbb európai országban az első három közé tudott kerülni.

## Cock Of Justice/Aussie Typo Tour
Az európai turné második szakaszát "Cock of Justice"-ra nevezték át és 2003 őszén folyt. Az utolsó szakasz - amely Ausztráliában és Új-Zélandon volt - az "Aussie Typo" nevet kapta. Eredetileg úgy tervezték, hogy turnét elviszik Dél-Amerikába és Dél-Afrikába, azonban ezt később elvetették.

## Szetlista
| 1. Intro 2. Let Me Entertain You 3. Let Love Be Your Energy 4. Monsoon 5. Come Undone 6. Strong 7. Me and My Monkey 8. Hot Fudge 9. Mr. Bojangles 10. One For My Baby 11. She’s The One 12. Supreme 13. No Regrets 14. Kids 15. Feel 16. Rock DJ 17. Millennium 18. Angels | 1. Intro 2. Let Me Entertain You 3. Let Love Be Your Energy 4. We Will Rock You 5. Monsoon 6. Come Undone 7. Strong 8. Me and My Monkey 9. Hot Fudge 10. Mr. Bojangles 11. She’s The One 12. Supreme 13. Kids 14. Better Man 15. Nan's Song 16. No Regrets 17. Feel 18. Rock DJ 19. Sexed Up 20. Angels |

## Turnédátumok
| Dátum                                              | Város         | Ország        | Helyszín                         | Befogadóképesség |
| -------------------------------------------------- | ------------- | ------------- | -------------------------------- | ---------------- |
| Első szakasz (Weekends Of Mass Distraction Tour)   |               |               |                                  |                  |
| Európa                                             |               |               |                                  |                  |
| 2003. június 28.                                   | Edinburgh     | Skócia        | Murrayfield Stadium              | 60,000           |
| 2003. június 29.                                   | Edinburgh     | Skócia        | Murrayfield Stadium              | 60,000           |
| 2003. július 2.                                    | Párizs        | Franciaország | Palais omnisports de Paris-Bercy | 16,340           |
| 2003. július 4.                                    | Bécs          | Ausztria      | Ernst Happel Stadion             | 52,042           |
| 2003. július 6.                                    | München       | Németország   | Olimpiai Stadion                 | 64,661           |
| 2006. július 8.                                    | Berlin        | Németország   | Waldbuhne Theatre                | 17,000           |
| 2003. július 9.                                    | Berlin        | Németország   | Waldbuhne Theatre                | 21,120           |
| 2003. július 11.                                   | Mannheim      | Németország   | Maimarktgelände                  | 62,439           |
| 2003. július 13.                                   | Gelsenkirchen | Németország   | Arena AufSchalke                 | 53,466           |
| 2003. július 17.                                   | Amszterdam    | Hollandia     | Amsterdam Arena                  | 49,428           |
| 2003. július 18.                                   | Amszterdam    | Hollandia     | Amsterdam Arena                  | 49,428           |
| 2003. július 20.                                   | Hannover      | Németország   | Open Air Arena                   | 69,430           |
| 2003. július 22.                                   | Antwerpen     | Belgium       | Sportpaleis Merksem              | 15,491           |
| 2003. július 23.                                   | Antwerpen     | Belgium       | Sportpaleis Merksem              | 15,491           |
| 2003. július 25.                                   | Koppenhága    | Dánia         | Parken Stadion                   | 44,000           |
| 2003. július 27.                                   | Stockholm     | Svédország    | Olimpiai Stadion                 | 31,500           |
| 2003. augusztus 1.                                 | Knebworth     | Anglia        | Knebworth Park                   | 122,000          |
| 2003. augusztus 2.                                 | Knebworth     | Anglia        | Knebworth Park                   | 122,000          |
| 2003. augusztus 3.                                 | Knebworth     | Anglia        | Knebworth Park                   | 122,000          |
| 2003. augusztus 9.                                 | Dublin        | Írország      | Pheonix Park                     | 120,000          |
| Második szakasz (Cock of Justice/Aussie Typo Tour) |               |               |                                  |                  |
| Európa (folytatás)                                 |               |               |                                  |                  |
| 2003. október 19.                                  | Lisszabon     | Portugália    | Pavilhão Atlântico               | 20,000           |
| 2003. október 20.                                  | Lisszabon     | Portugália    | Pavilhão Atlântico               | 20,000           |
| 2003. október 24.                                  | Barcelona     | Spanyolország | Palau Sant Jordi                 | 20,000           |
| 2003. október 25.                                  | Lyon          | Franciaország | Halle Tony Garnier               | 17,000           |
| 2003. október 27.                                  | Genf          | Svájc         | SEG Geneva Arena                 | 9,500            |
| 2003. október 28.                                  | Genf          | Svájc         | SEG Geneva Arena                 | 9,500            |
| 2003. október 30.                                  | Milánó        | Olaszország   | Filaforum di Assago              | 12,000           |
| 2003. november 3.                                  | Budapest      | Magyarország  | Papp László Budapest Sportaréna  | 12,500           |
| 2003. november 4.                                  | Prága         | Csehország    | T-Mobile Arena                   | 10,350           |
| 2003. november 6.                                  | Katowice      | Lengyelország | Spodek Arena                     | 11,500           |
| 2003. november 9.                                  | Moszkva       | Oroszország   | Olimpiai Stadion                 | 16,000           |
| 2003. november 11.                                 | Helsinki      | Finnország    | Hartwall Areena                  | 15,000           |
| 2003. november 12.                                 | Helsinki      | Finnország    | Hartwall Areena                  | 15,000           |
| 2003. november 14.                                 | Oslo          | Norvégia      | Vallhall Arena                   | 7,500            |
| Ausztrália                                         |               |               |                                  |                  |
| 2003. december 6.                                  | Auckland      | Új-Zéland     | Western Springs                  | -                |
| 2003. december 12.                                 | Melbourne     | Ausztrália    | Telstra Dome                     | 62,637           |
| 2003. december 13.                                 | Sydney        | Ausztrália    | Aussie Stadium                   | 52,079           |
| 2003. december 14.                                 | Sydney        | Ausztrália    | Aussie Stadium                   | 52,079           |

## Külső források
- Hivatalos oldal